# Race Imboden
Race Alick Reid Imboden (Tampa, 17 april 1993) is een Amerikaans schermer die actief is in de floret-categorie en model.

## Biografie
Imboden begon met schermen op 9-jarige leeftijd. Op amper 16-jarige leeftijd maakte hij zijn debuut bij de senioren tijdens een wedstrijd in Montreal. In 2013 was hij naast schermer ook actief als model en studeerde hij aan de St. John's University in New York. Door een regelgeving in verband met uitbetalingen van wedstrijden moest hij van de NCAA echter een van deze drie laten vallen, waardoor hij stopte met studeren.
Voor de Olympische Zomerspelen 2012 kwalificeerde hij zich voor zowel het individuele als het team-evenement, waar hij respectievelijk negende en vierde eindigde. Imboden werd na het seizoen 2014-2015 eindwinnaar in de wereldbeker schermen in het mannelijke floret.

## Palmares
- Olympische Spelen
  - 2012: 4e - floret team
  - 2012: 9e - floret individueel
- Wereldkampioenschappen schermen
  - 2013:  - floret team
- Pan-Amerikaanse kampioenschappen schermen
  - 2011, 2012, 2015:  - floret individueel
  - 2011, 2012, 2013, 2014, 2015:  - floret team
  - 2013:  - floret individueel

## Wereldranglijst
Floret
| Jaar   | 2009 | 2010 | 2011 | 2012 | 2013 | 2014 | 2015 |
| ------ | ---- | ---- | ---- | ---- | ---- | ---- | ---- |
| Plaats | 225  | 271  | 11   | 9    | 10   | 10   | 1    |